# Gu Kaizhi
Gu Kaizhi (en chino tradicional, 顧愷之; en chino simplificado, 顾恺之; pinyin, Gù Kǎizhī; Wade-Giles, Ku K'ai-chih) (ca. 344-406) es un reconocido pintor de la antigua China. Su nombre de cortesía era 'Changkang' (長康). Nació en Wuxi, en la provincia de Jiangsu y comenzó a pintar en Nanjing en el año 364. En el 366, fue designado oficial (Da Sima Canjun, 大司馬參軍). Posteriormente fue ascendido a oficial real (Sanji Changshi, 散騎常侍). También era un poeta y calígrafo de talento. Escribió tres libros sobre teoría de la pintura: Sobre la pintura (畫論), Introducción a las pinturas famosas de las dinastías Wei y Jin (魏晉勝流畫贊) y Pintando la montaña Yuntai (畫雲台山記).  Escribió: "En las pinturas de siluetas humanas las ropas y las apariencias no eran muy importantes. Los ojos eran el espíritu y el factor decisivo."
El arte de Gu, es conocido en la actualidad a través de copias de tres pinturas de rollos de seda que se le atribuyen. Muchas de sus obras más importantes se encuentran en museos en el extranjero, se desconoce si China puede llegar a reclamarlas.

## Admoniciones de las Institutrices del Palacio de las Damas (女史箴圖)
Esta pintura - probablemente una copia de la dinastía Tang - ilustra nueve historias de una sátira política sobre la Emperatriz Jia Nanfeng escritas por Zhang Hua (ca. 232-302). Sobre el rollo se encuentran numerosos sellos, poemas y comentarios asentados por coleccionistas y emperadores, los más antiguos de los cuales se remontan al siglo octavo. El rollo de las Admoniciones estuvo guardado en el tesoro del emperador hasta que fue robado por el ejército británico durante el Levantamiento de los bóxers del año 1900. Actualmente se encuentra en la colección del museo británico, le faltan las tres primeras escenas. La copia original es un rollo que se lee en sentido horizontal, pintado con tinta y colores sobre seda.

## Ninfa del río Luo (洛神賦)
Tres copias de la Ninfa del río Luo han llegado hasta nuestros días que se remontan a la  dinastía Song. La pintura ilustra un poema escrito por Cao Zhi (192-232). Una copia se guarda en el Museo del Palacio de Pekín; otra se encuentra en la Galería Freer en Washington D. C. La tercera fue llevada a Manchuria por el último emperador Pu Yi (1906-1967) mientras fue emperador títere de Manchukuo bajo dominio japonés. Cuando los japoneses se rindieron en 1945 se le perdió el rastro a la pintura. Al cabo de diez años el museo provincial de Liaoning logró recuperarla.

## Mujeres Sabias y Benevolentes (列女仁智圖)
Ha llegado hasta nuestros días una copia de la pintura titulada Mujeres Sabias y Benevolentes que se remonta a la dinastía Song. La misma ilustra un subconjunto de las mujeres descriptas en la obra de la dinastía Han titulada 'Biografías de mujeres ejemplares'. Este rollo de cinco metros de longitud se encuentra dividido en diez secciones. Cada sección contiene un grupo de mujeres con una breve descripción.

## Galería

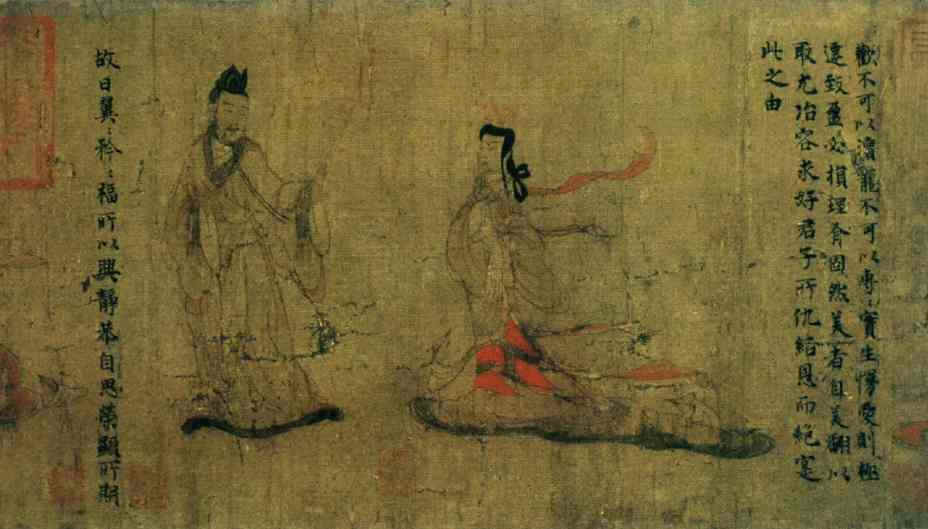
"Admoniciones de las institutrices en el Palacio de las Damas", (detalle).
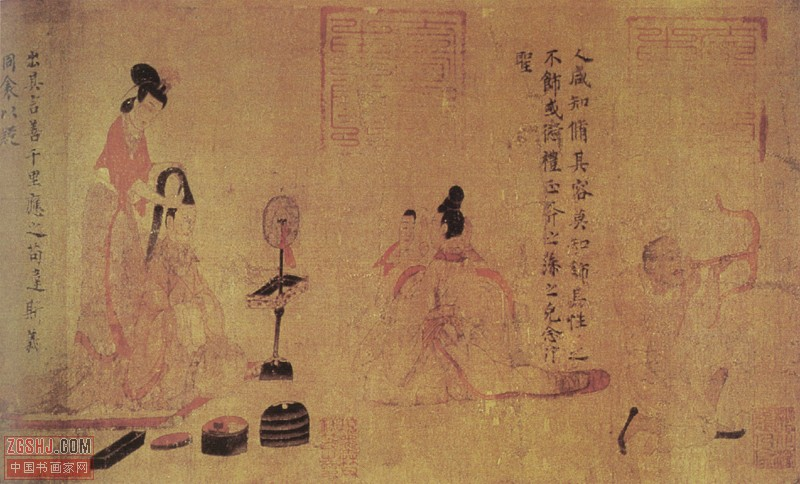
"Admoniciones de las institutrices del Palacio de las Damas", (detalle).
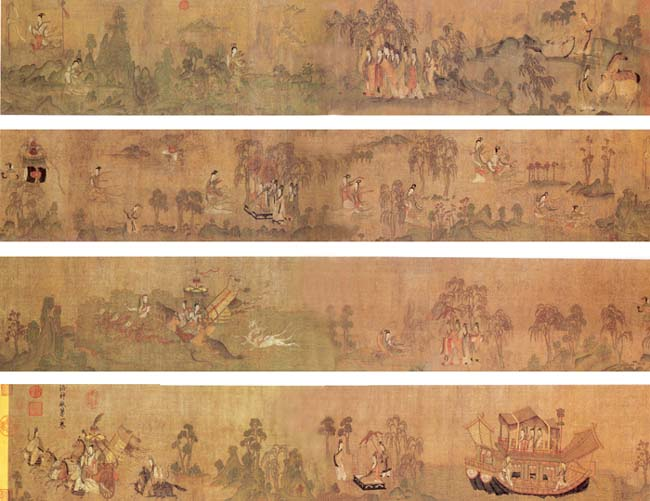
"Ninfa en el río Luo".
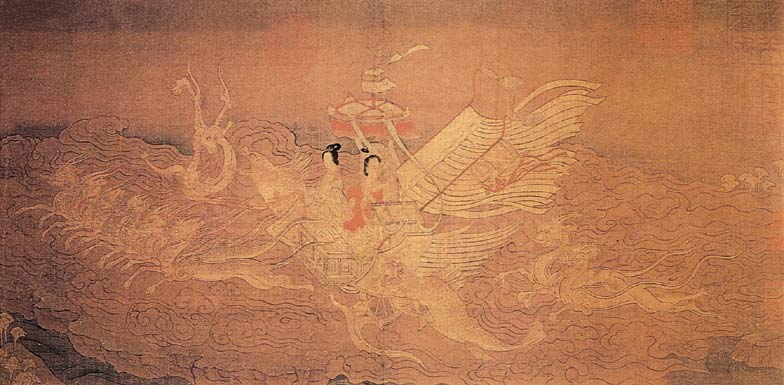
"Ninfa en el río Luo" (detalle).
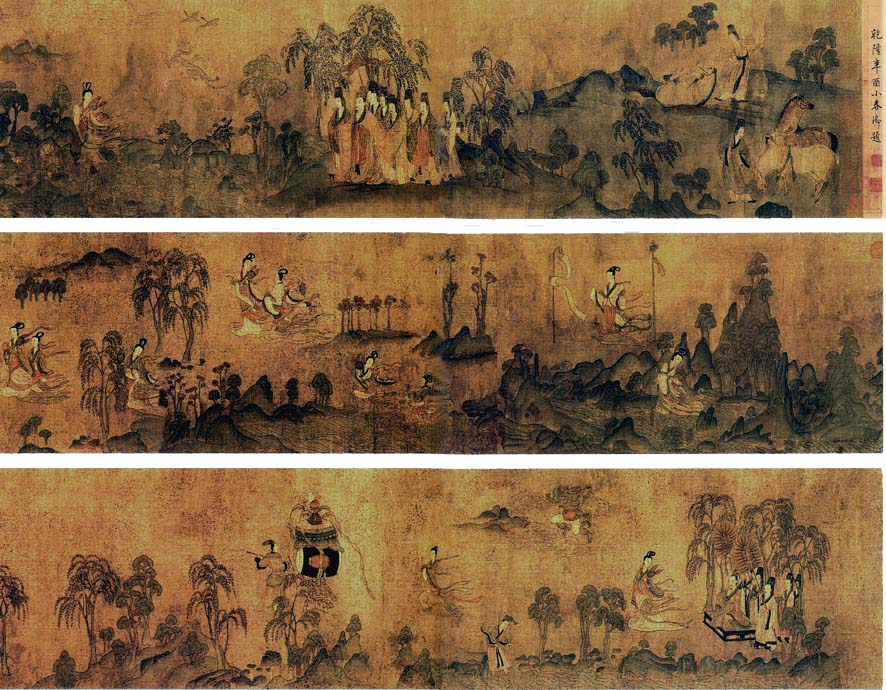
Luoshenfu.